# Carpetani

Stämme und Siedlungsgebiete auf der Iberischen Halbinsel (um 300 v. Chr.)

Die Carpetani (griechisch Karpetanoi) waren ein keltiberischer Stamm, der in der römischen Provinz Hispanien beheimatet war. Ihr Territorium lag südlich des Iberischen Scheidegebirges. Der Hauptort der Carpetani befand sich bei der heutigen Stadt Toledo (damals Toletum), doch gab es mehrere Subzentren, die von Kleinkönigen (reguli) regiert worden sind.

## Etymologie
Der Stammesname leitet sich aus dem Iberischen ab.

## Geschichte
Im Jahre 218 v. Chr. wurden die Carpetani während des Zweiten Punischen Krieges an den Ufern des Flusses Tagus von Hannibal in Kämpfe verwickelt und geschlagen. Der römische Feldherr M. Fulvius Nobilior unterwarf im Jahre 192 v. Chr. den Stamm und gründete an der Stelle des gebrandschatzten Hauptortes die Siedlung Toletum (heute Toledo). Nach dem Untergang des Römischen Reiches wurden sie im 5. Jahrhundert von den Westgoten unterworfen. Toledo wurde zeitweise (507 bis zur islamischen Invasion 711) zur Hauptstadt des Westgotenreichs.
Gregor von Tours berichtet, dass das Gebiet der Carpetani um 579 bis 584 von einer Heuschreckenplage heimgesucht wurde.